# François Ledent
Pour les articles homonymes, voir Ledent.
François Ledent est un footballeur belge né le 4 juillet 1908 à Jemeppe-sur-Meuse et mort le 4 avril 1954 à Somme-Leuze.

## Biographie
Attaquant au Standard de Liège, avant-guerre, il a marqué 132 buts en 237 matches de championnat et a été Vice-Champion de Belgique en 1928 avec les Rouches.
Il a joué 2 matches en équipe nationale belge, débutant en même temps que son frère René Ledent le 8 janvier 1928 lors d'une rencontre amicale perdue à domicile contre l'Autriche, 2 à 1.

## Palmarès
- International belge A en 1928 (2 sélections, 1 but)
- premier match international: le 8 janvier 1928, Belgique-Autriche (1-2)
- Vice-Champion de Belgique en 1928 et en  1936 avec le Standard de Liège